# 翼あるもの2
『翼あるもの2』（つばさ-）は2003年10月22日にリリースされた、甲斐よしひろの2枚目のカバー・アルバム。

## 概要
1978年発表のカバーアルバム『翼あるもの』の続編、25年の月日を経て制作されたカバーアルバム。本作より、ユニバーサルミュージックに移籍。

## 収録曲
1. 「祭りばやしが聞こえる」のテーマ（柳ジョージ&レイニーウッドのカバー）
2. 八月の濡れた砂（石川セリのカバー）
3. 沖縄ベイ・ブルース（ダウン・タウン・ブギウギ・バンド のカバー）
4. 満洲娘（服部富子のカバー）
5. 霧雨の舗道（加山雄三のカバー）
6. 赤い靴のバレリーナ（松田聖子に提供曲のセルフカバー）
7. 見えない手のひらで（時任三郎のカバー）
8. 歩いて帰ろう（斉藤和義のカバー）
9. MIDNIGHT BLUES（荒木一郎のカバー）
10. そして僕は途方に暮れる（大沢誉志幸のカバー）
11. 雪列車（前川清のカバー）